# Regina Schöpf
Regina Schöpf, född 16 september 1935 i Seefeld in Tirol, död 30 oktober 2008, var en österrikisk alpin skidåkare.
Schöpf blev olympisk silvermedaljör i slalom vid vinterspelen 1956 i Cortina.